# Acordo sobre a Conservação dos Gorilas e Seus Habitats
O Acordo Sobre a Conservação dos Gorilas e Seus Habitats (também chamado simplesmente Acordo Gorila) é um tratado internacional que une vários países africanos com o objetivo de conservar gorilas nos seus territórios. Foi concluído em 2007 sob os auspícios da Convenção sobre a Conservação das Espécies Migratórias de Animais Selvagens (CMS), também conhecida como "Acordo de Bona". O acordo entrou em vigor em 1 de junho de 2008.
Atualmente, o acordo abrange 10 estados: Angola, Camarões, Gabão, Guiné Equatorial, Nigéria, República Centro-Africana, República do Congo, República Democrática do Congo, Ruanda e Uganda.

## Artigos
O Acordo contém 17 artigos; o mais importante é o artigo III, que contém as medidas gerais de conservação. As partes signatárias do Acordo Gorila devem:
1. Conservar gorilas e sempre que possível e adequado, restaurar os seus habitats importantes
2. Proibir a captura de gorilas (sem as exceções feitas no CMS)
3. Identificar sítios e habitats para os gorilas e assegurar a proteção, a gestão e a recuperação desses sítios
4. Coordenar os seus esforços para garantir que a rede é mantida ou restabelecida
5. Coordenar as suas atividades para erradicar as atividades relacionadas com a caça furtiva
6. Reforçar e construção de capacidade de suporte de medidas das agências de aplicação da lei e judiciário
7. Apoiar iniciativas para impedir a disseminação de do vírus Ébola e para encontrar uma cura para essa doença
8. Cooperar em situações de emergência
9. Tome medidas para evitar conflitos entre humanos e gorilas através do planeamento adequado do uso do solo
10. Cooperar no desenvolvimento de programas de treino adequados para os estudos sobre gorilas, acompanhamento e gestão da conservação da floresta
11. Iniciar ou apoiar a investigação sobre a biologia e ecologia de gorilas
12. Desenvolver e manter programas de sensibilização do público